# Henri Sauguet
Henri Sauguet, właśc. Henri-Pierre Poupard (ur. 18 maja 1901 w Bordeaux, zm. 22 czerwca 1989 w Paryżu) – francuski kompozytor.

## Życiorys
W dzieciństwie uczył się gry na fortepianie, jednak wybuch I wojny światowej i konieczność podjęcia pracy zarobkowej w związku ze zmobilizowaniem ojca do wojska uniemożliwiły mu podjęcie studiów w konserwatorium. Uczył się prywatnie u Paula Combesa, okazjonalnie grał też na organach we Floirac. Od 1919 roku był uczniem Josepha Canteloube’a w Montauban. Interesował się nowymi trendami w muzyce, wspólnie z Louisem Émiém i Jeanem-Marcelem Lizotte’em założył „Grupę Trzech”, inspirowaną paryską „Grupą Sześciu”. Jego debiut koncertowy w 1920 roku swoim nowatorstwem wywołał skandal w lokalnym środowisku, kompozytor chcąc oszczędzić kompromitacji swojej rodzinie przybrał wówczas pseudonim Henri Sauguet, posługując się panieńskim nazwiskiem matki.
W 1922 roku wyjechał do Paryża, gdzie był uczniem Charlesa Koechlina, poznał też Erika Satiego. Założył grupę artystyczną „École d’Arcueil”. Jego melodyjna, odznaczająca się prostotą środków i nie wykraczająca poza rozszerzoną tonalność muzyka zestrojona była z tendencjami dominującymi w muzyce francuskiej lat 20. i 30. XX wieku. Działał jako krytyk muzyczny, pisał do „L’Europe nouvelle”, „Le jour” i „La bataille”. Od 1969 roku był członkiem Société des auteurs et compositeurs dramatiques. W 1976 roku został wybrany na członka Académie des beaux-arts. Opublikował autobiografię La Musique, ma vie (Paryż 1990).
Odznaczony Legią Honorową w stopniu oficera (1956) oraz komandorią Orderu Sztuki i Literatury (1964).

## Wybrane kompozycje
(na podstawie materiałów źródłowych)

### Utwory orkiestrowe
- 3 koncerty fortepianowe (I 1934, II 1948, III 1961–1963)
- 4 symfonie (I Expiatoire 1945, II Allégorique (Les Saisons) na sopran, chór dziecięcy, chór mieszany i orkiestrę 1949, III I.N.R. 1955, IV Du troisième âge 1971)
- Variations sur un thême de Campra (1952)
- Orphée na skrzypce i orkiestrę (1953)
- Les Trois Lys (1954)
- Variations en forme de berceuse (1956)
- La Solitude (1958)
- Mélodie concertante na wiolonczelę i orkiestrę (1963)
- 2 mouvements na orkiestrę smyczkową (1964)
- The Garden Concerto na harmonijkę ustną i orkiestrę (1970)
- Reflets sur feuilles na harfę, fortepian, perkusję i orkiestrę (1979)
- Septembre (1986)

### Utwory kameralne
- 3 kwartety smyczkowe (I 1926, II 1948, III 1979)
- Près du bal na klarnet, fagot i fortepian (1929)
- Divertissements de chambre na flet, klarnet, altówkę, wiolonczelę i fortepian (1931)
- Suita na klarnet i fortepian (1935)
- 6 interludes na organy, gitarę i tamburyn (1942)
- Trio na obój, klarnet i fagot (1946)
- Bocages na 10 instrumentów (1949)
- Golden Suite na instrumenty dęte blaszane (1963)
- Sonatine bucolique na saksofon altowy i fortepian (1964)
- Hommage à Grevin na 8 instrumentów (1964)
- Max Jacob de Lenimper na obój, rożek angielski, klarnet i fagot (1966)
- Sonatine aux bois na obój i fortepian (1971)
- Oraisons na organy i 4 saksofony (1976)
- Alentours saxophoniques na saksofon altowy, instrumenty dęte i fortepian (1976)
- Ne moriatur in aeternum „In memoriam André Jolivet” na trąbkę i organy (1979)
- Concert à Trois pour Fronsac na flet, saksofon i harfę (1979)
- Méditation na kwartet smyczkowy (1983)
- Sonate d’église na organy i kwintet smyczkowy (1985)
- Musique pour Cendrars na fortepian i kwintet smyczkowy (1986)

### Utwory fortepianowe
- 3 françaises (1923)
- 3 nouvelles françaises (1925)
- Feuillets d’album (1929)
- Espièglerie (1950)
- Harmonie du soir (1964)
- Elégie pour Alain (1974)
- Portrait-Souvenir de Virgil Thomson (1982)
- Ombres sur Venise (1986)

### Utwory wokalno-instrumentalne
- kantata La Voyante na głos żeński i 11 instrumentów (1932)
- Petite Messe pastorale na 2 głosy i organy (1934)
- Le Cornette na bas i orkiestrę (1951)
- kantata Plus loin que la nuit et le jour na chór (1960)
- kantata L’oiseau a vu tout cela na baryton i orkiestrę smyczkową (1960)
- oratorium Chant pour une ville meurtrie (1967)
- Messe jubilatoire na tenora, bas i kwartet smyczkowy (1983)

### Opery
- Le Plumet du colonel (wyst. Paryż 1924)
- La Chartreuse de Parme (1927–1936, wyst. Paryż 1939, wersja zrewid. 1968)
- La Contrabasse (1930, wyst. Paryż 1932)
- La Gageure imprévue (1942, wyst. Paryż 1944)
- Les Caprices de Marianne (wyst. Aix-en-Provence 1954)
- Le Pain des autres (1967–1974)
- Boule de suif (wyst. Lyon 1978)
- Tistou les pouces verts (wyst. Paryż 1980)

### Balety
- La Chatte (wyst. Monte Carlo 1927)
- Paul et Virginie (wyst. Paryż 1943)
- Les Mirages (wyst. Paryż 1947)
- Cordelia (wyst. Paryż 1952)
- L’As de coeur (1960)
- Paris (1964)
- L’Imposteur ou Le Prince et le mendiant (1965)